# Ровере Скуоле (Форли-Чезена)
Ровере Скуоле (итал. Rovere Scuole) је насеље у Италији у округу Форли-Чезена, региону Емилија-Ромања.
Према процени из 2011. у насељу је живело 37 становника. Насеље се налази на надморској висини од 66 м.